# Courtney Pine
Courtney Pine es un saxofonista inglés de jazz.  

## Biografía
Nacido en Londres en 1964, Courtney Pine aprendió a tocar diversos instrumentos desde muy joven, incluyendo saxos (tenor, soprano y barítono), clarinete, flauta y teclados. Inició su carrera profesional en el hard bop de Dwarf Steps para unirse después a diversos grupos de reggae. Pine se dedicó entonces de lleno al estudio de la obra de Sonny Rollins y John Coltrane al tiempo que participaba en sesiones de demostración con el baterista John Stevens y en la orquesta de Charlie Watts. Trabajó para George Russell y los Messengers de Art Blakey antes de grabar su álbum debut en 1986, con el título "Journey to the Urge Within", un disco que recibió buenas críticas y obtuvo un buen nivel de ventas, alcanzando el top 40 de las listas generales de su país.
En 1988, publica "Destiny's song", producido por Delfeayo Marsalis (hijo de Ellis Marsalis y hermano de Wynton y Branford) que alcanza de nuevo un puesto importante en las listas británicas y también en las norteamericanas, y que contribuye a establecer la reputación internacional del artista. 1989 asiste a la publicación de "The Vision's Tale", grabado en Estados Unidos y de nuevo producido por Delfeayo Marsalis. "Closer to home", grabado en Jamaica en 1990 supone una vuelta a las raíces reggae de Pine, mientras que "Within the realms of our dreams" (1991) cuenta con músicos de jazz del calibre de Charnett Moffett, Jeff Watts o Kenny Kirkland. "To the eyes of creation", su último álbum para Island Records incorpora rasgos estilísticos tan diversos como el jazz o las músicas tradicionales de África o la India.
En 1995, tras firmar con Verve publica "Modern Day Jazz Stories", una nueva incursión en el jazz más auténtico grabada con una banda de músicos americanos, entre los que destacan Gerri Allen y Cassandra Wilson. En 1997 edita "Underground", con fuertes influencias hip hop y prestigiosos músicos de jazz (Jeff Watts, Reggie Veal, Nicholas Payton, Cyrus Chestnut...) Tras "Another story", un disco de remezclas, edita "Back in the Day" (2000), un tributo a pioneros del sonido funky-afro-soul-jazz como Gary Bartz, Fela Kuti, Manu Dibango, Eddie Harris, Idris Muhammad, o Bernard Purdie. En 2003, se hace cargo de la banda sonora de un documental sobre Nelson Mandela, que bajo el nombre de "Devotion" explora nuevos territorios relacionados con los sonidos de África, el Caribe, el jazz, el soul y la música hindú, y que es acogido por la crítica como su trabajo más satisfactorio hasta el momento. En 2005 firma con Destin-e Records y publica "Resistance", un nuevo álbum de jazz, y en 2009 "Transition in Tradition: En Hommage a Sidney Bechet", su último trabajo hasta la fecha.
Además de sus trabajos en estudio, Courtney Pine ha llevado a cabo una importante labor como educador, como director musical y como compositor de música para televisión, y ha recibido diversos premios, entre los que destacan un doctorado honorario concedido por University of Westminster y el título de Professor of Music otorgado por la Thames Valley University.

## Estilo y valoración
Courtney Pine fue una de las revelaciones musicales más importantes del final de la década de los ochenta en el mundo del jazz, apareciendo en una escena británica dominada por músicos del movimiento acid jazz, pero demostrando -a la manera de Branford Marsalis- un profundo conocimiento de la trascendencia e historia de su instrumento y unas enormes dotes como improvisador. Una de las figuras más enigmáticas de su tiempo, Pine ha fascinado y frustrado alternativamente a los críticos con una valiente visión musical que ha recogido siempre influencias de lo más variadas, desde el world music hasta el pop, el reggae, la música electrónica, el funk, el soul y, por supuesto, el jazz.

## Discografía
- Journey to the Urge Within (1986)
- Destiny's Songs (1988)
- The Vision's Tale (1989)
- Closer To Home (1990)
- Within The Realms of Our Dreams (1991)
- The Eyes of Creation (1992)
- Modern Day Jazz Stories (1995)
- Underground (1997)
- Back in the Day (2000)
- Devotion (2003)
- Resistance (2005)
- Transition in Tradition: En Hommage a Sidney Bechet (2009)